# Macrophya rufipes

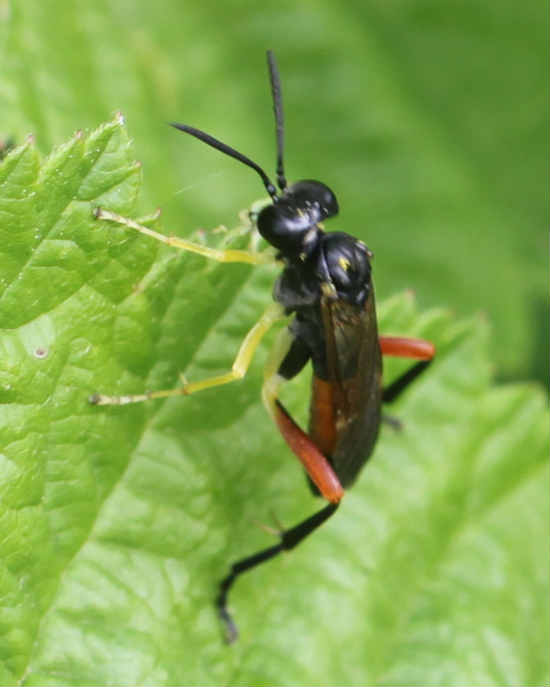
Macrophya rufipes, Männchen

Macrophya (Macrophya) rufipes ist eine Pflanzenwespe aus der Familie der Echten Blattwespen (Tenthredinidae).

## Merkmale
Die Art Macrophya rufipes erreicht eine Körperlänge von 11 bis 12 Millimetern. Die Geschlechter unterscheiden sich in Färbung und Musterung. 
Kopf, Halsschild und Fühler des Männchens sind schwarz gefärbt. Die Mundwerkzeuge sind hellgelb. Die 3., 4. und 5. Tergite sind rot gefärbt. Der Rest des Hinterleibs ist mit Ausnahme eines weißen Flecks am Hinterleibsende schwarz. Die vorderen beiden Beinpaare sind hellgelb, die Tarsen überwiegend weiß gefärbt. Die roten Femora (Schenkel) der hinteren Beine sind an der basalen Innenseite schwarz. Die Tibiae (Schienen) und Tarsen der hinteren Beine sind schwarz. Die hellgelben Coxae sind auf der Oberseite zum Teil schwarz gefärbt. Das apikale Ende der Coxae des hinteren Beinpaares ist weiß.
Das Weibchen besitzt ebenfalls einen schwarzen Kopf sowie schwarze Fühler. Die Mundwerkzeuge sind hellgelb. Entlang den Seiten des schwarzen Halsschildes verläuft jeweils ein hellgelber Strich. Das Scutellum ist hellgelb gefärbt. Die 3. und 4. Tergite des schwarzen Hinterleibs sind an der Oberseite und an den Seiten meist rötlich gefärbt, wobei die Ausdehnung des rötlichen Bereichs variabel ist. An den Seiten des 6. Tergits befindet sich jeweils ein weißer Streifen, an den Seiten des 7. Tergits jeweils ein weißer Fleck, sowie am Hinterleibsende ein weiterer weißer Fleck. Die Femora und Tibiae der vorderen beiden Beinpaare sind dunkelgelb bis orange gefärbt. Am basalen Ende der Femora befindet sich an der Innenseite ein kleiner schwarzer Fleck. Die Tarsen sind weiß-schwarz gestreift. Die Femora des hinteren Beinpaares sowie der apikale Teil der Tibiae sind rot. Der basale Teil der Tibiae sowie die Tarsen sind dagegen schwarz. Die schwarzen Coxae sind am apikalen Ende weiß.

## Verbreitung
Die Art ist in Europa weit verbreitet. Sie kommt auch auf den Britischen Inseln vor. Nach Osten reicht ihr Verbreitungsgebiet nach Kleinasien, in den Kaukasus und nach Zentralasien.

## Lebensweise
Die Blattwespen fliegen von Mai bis Juli. Man findet sie meist an Hecken, insbesondere an Brennnessel- und Brombeerbüschen. Die Larven fressen an den Blättern von Gemeinem Odermennig (Agrimonia eupatoria) und von der Weinrebe (Vitis vinifera).